# نان کلوکی
نان کلوکی، یکی از نان‌های سنتی و محلی استان هرمزگان و شهرستانهای اطراف از جمله بندرعباس است. این نان به دلیل طعم خوشمزه‌ای که دارد، طرفداری بالایی در بین گردشگران و مردم دارد. یکی از ویژگی‌های منحصر به فرد نان کلوکی، روش آسان تهیه آن در خانه است.

## نگارخانه

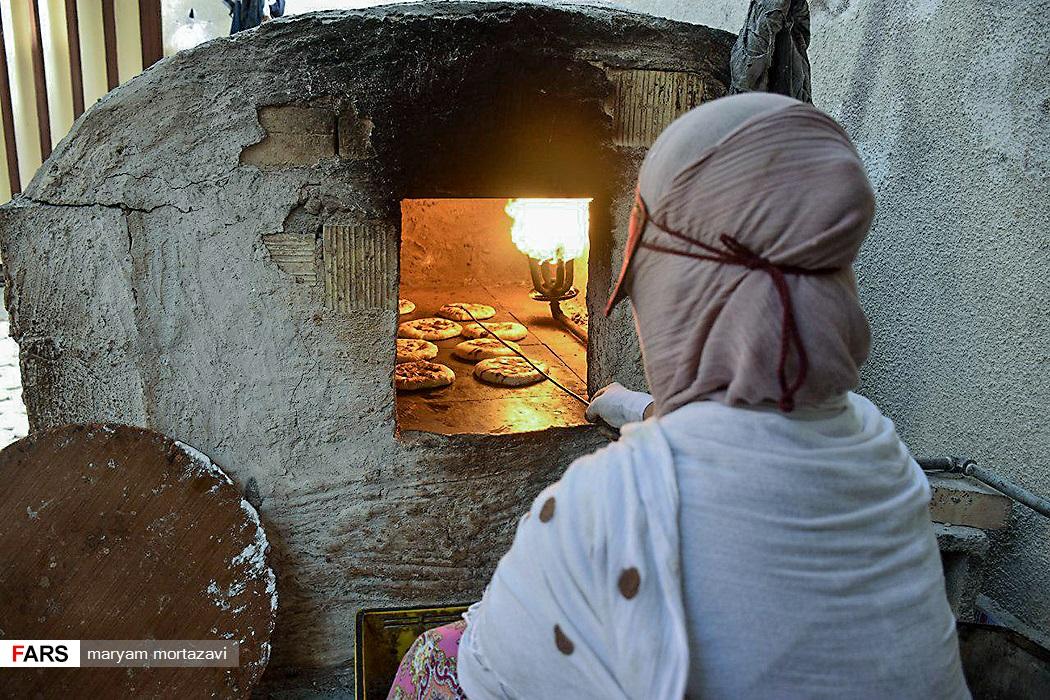
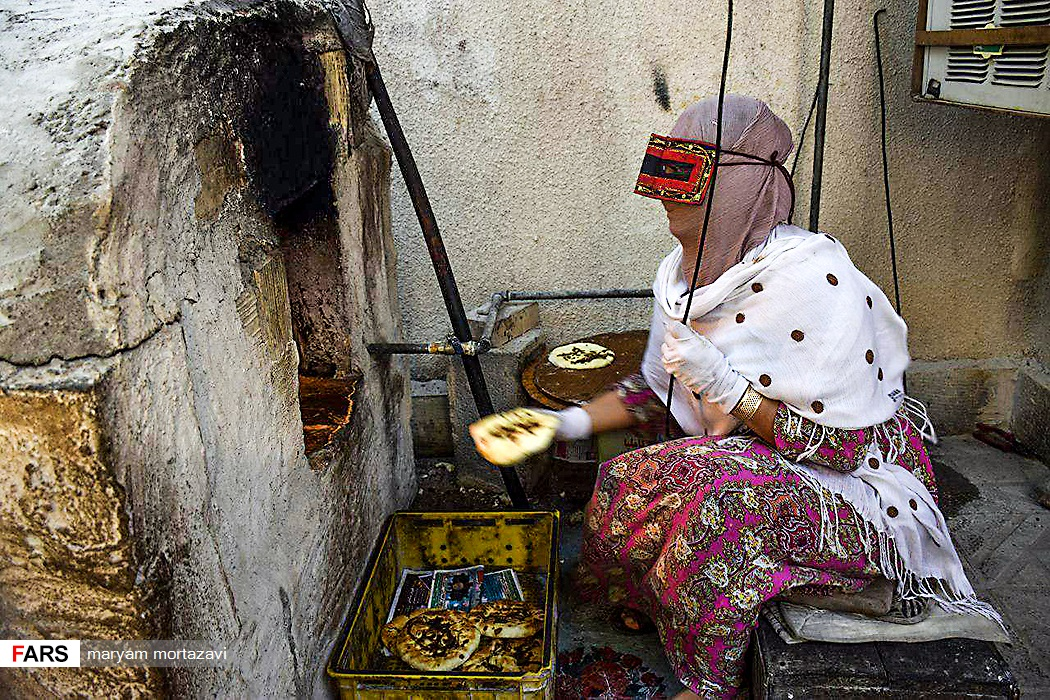
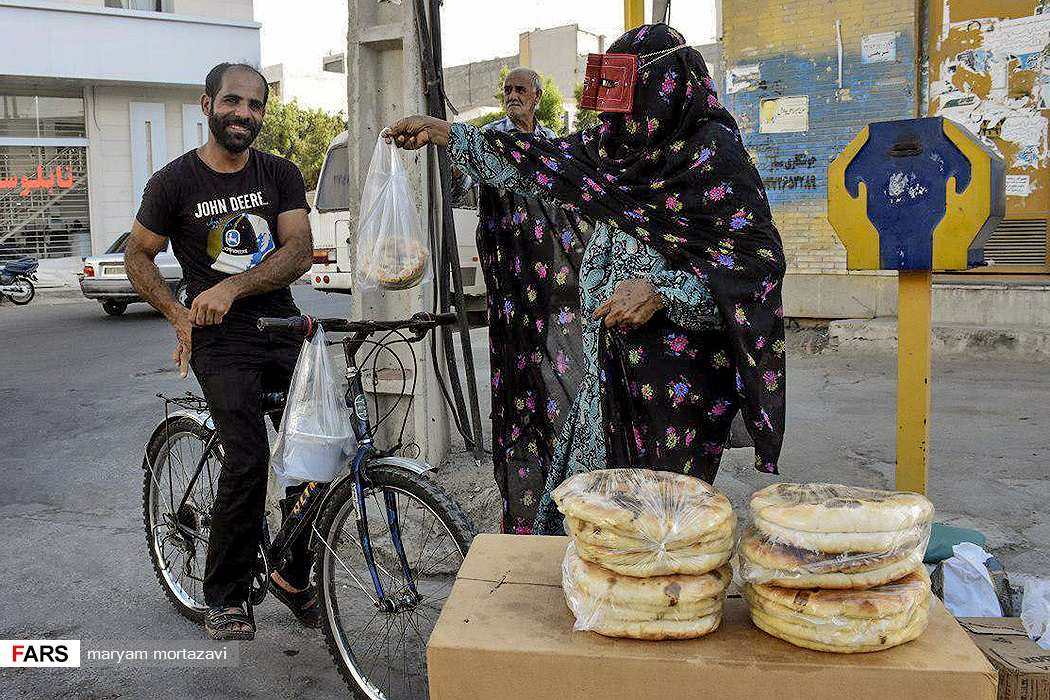
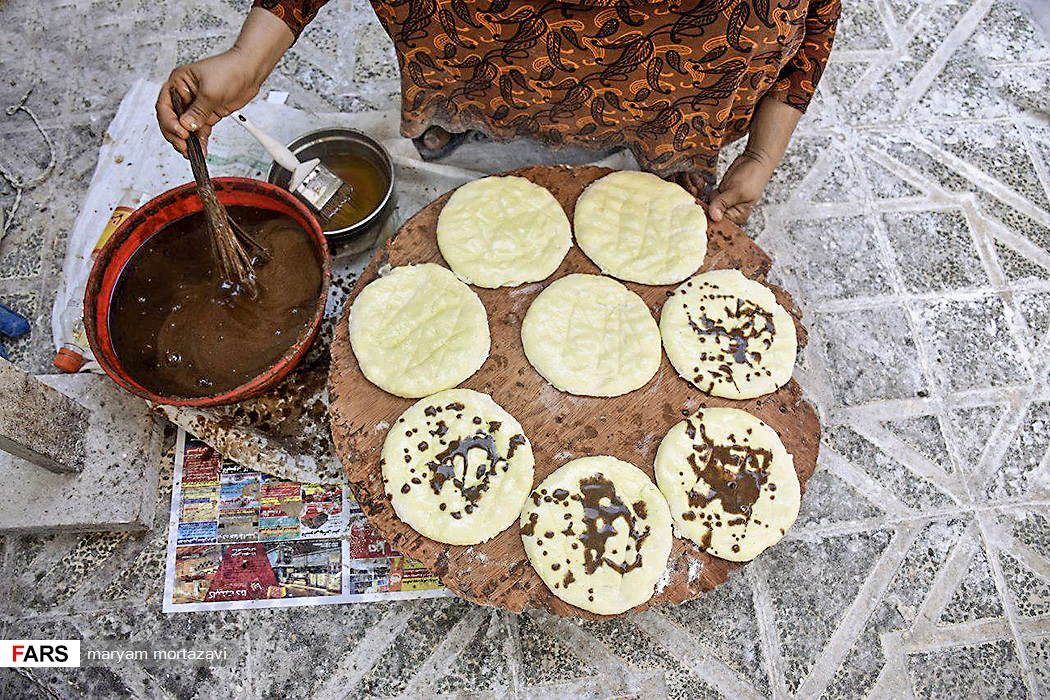
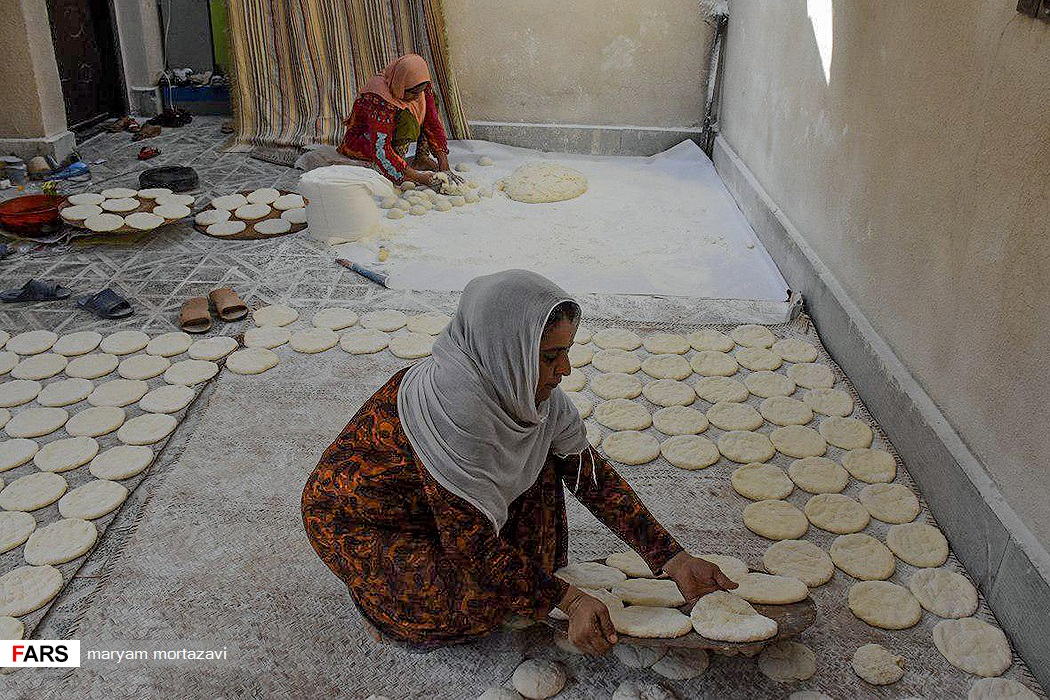

## مواد لازم
| مواد         | مقدار           |
| ------------ | --------------- |
| آرد سفید     | ۱ کیلو          |
| آب نیمه گرم  | به مقدار لازم   |
| پودر خمیرترش | یک قاشق چایخوری |
| آب جوش       | دو پیمانه       |
| نخود خام     | یک پیمانه       |
| مهیاوه       | به مقدار لازم   |
| رازیانه      | به مقدار دلخواه |